# Ханс-Улрих фон Кранц
Ханс-Улрих фон Кранц (на немски: Hans-Ulrich von Kranz) е аржентински писател, автор на произведения в жанра историческа документалистика.

## Биография и творчество
Ханс-Улрих фон Кранц е етнически германец, роден в Аржентина през 1950 г. Баща му Хайнрих фон Кранц е учен и офицер от нацистката СС, който след Втората световна война бяга от преследване в Южна Америка. В Аржентина се занимава с търговия и не говори за миналото си. След смъртта на баща му през 1990 г. Ханс намира в касата му секретни документи за проекта „Аненербе“, в чийто институт е работел баща му.
Използвайки документите и правейки собствени изследвания, пише поредица от популярни книги свързани с тайните на нацистите.

## Произведения
- Аненэрбе. „Наследие предков“. Секретный проект Гитлера (2006)
Тайните на третия райх : „Аненербе“ – секретният проект на Хитлер, изд. „Паритет“ (2013), прев. Лиляна Мандаджиева
- Свастика во льдах
Свастика на ледовете: секретната база на нацистите в Антарктида, изд. „Паритет“ (2014), прев. Лиляна Мандаджиева
- Тайное оружие Третьего рейха
Тайното оръжие на Третия райх, изд. „Паритет“ (2014), прев. Лиляна Мандаджиева
- Боги Третьего рейха
Боговете на Третия райх, изд. „Паритет“ (2014), прев. Лиляна Мандаджиева
- Золото Третьего рейха. Кто владеет партийной кассой нацистов?
Златото на Третия райх. Кой владее партийната каса на нацистите?, изд. „Паритет“ (2014), прев. Лиляна Мандаджиева
- Демоны со свастикой: оккультные тайны Третьего рейха
Демони със свастика: окултните тайни на Третия райх, изд. „Паритет“ (2015), прев. Лиляна Мандаджиева
- Свастика на орбите
Свастиката в орбита, изд. „Паритет“ (2015), прев. Лиляна Мандаджиева
- Дети фюрера: клоны Третьего рейха
Децата на Хитлер: клонингите на Третия райх, изд. „Паритет“ (2015), прев. Лиляна Мандаджиева
- Тайните на Втората световна война. Защо Сталин надигра Хитлер, изд. „Паритет“ (2018), прев. Лиляна Мандаджиева